# Girly Edition
«Girly Edition» (с англ. — «Девчачье издание») — двадцать первый эпизод девятого сезона мультсериала «Симпсоны». Впервые вышел в эфир 19 апреля 1998 года. Сценарий написал Ларри Дойл, а режиссёром серии стал Марк Киркланд.

## Сюжет
У Клоуна Красти появилась проблема — власти недовольны, что любимый мультфильм Барта и Лизы «Щекотка и Царапка» ничему не учит детей. Поэтому в его шоу решают вставить передачу «Детские Новости». А у Барта тоже не всё в порядке — исполняя опасный трюк на скейтборде, он умудряется врезаться в кучку листьев, которую насобирал Вилли, и в качестве наказания завхоз отбирает у Барта доску. Но Барт не промах — увидев шланг с кукурузным кремом, мальчик тут же вставил его в дымоход домика Вилли. Вскоре дом Вилли разносит на куски, и тот в злости клянется отомстить Барту за это. А тем временем Директор Скиннер делает Лизу ведущей в новостной передаче Шестого канала. Туда же благодаря матери попадает и Барт: он решает вести спортивные новости. А Гомер, увидев в ресторане «На скорую руку» обезьянку-помощника Апу, решает завести себе такую же, и при помощи своего старого отца он её получает.
На студии харизматичный Барт сразу приглянулся продюсеру, и его сделали соведущим вместе с Лизой. Лиза недовольна этим выбором и заявляет продюсеру, что Барт слишком туп (Барт всё это видит в гримерке по мини-телевизору). Барт решает проучить сестру и отправляется к Кенту Брокману за советами, как обогнать сестру. Тот советует вести душещипательные репортажи, чтобы расстрогать продюсеров. Барт так и делает: вместо обычных новостей он рассказывает о парне, который 17 лет кормил уток, которые уже месяц как улетели на соседнее озеро, а парень так и не пересел к ним. Репортаж трогает даже самого мистера Бернса. Лиза тоже пытается создать сентиментальные репортажи о Сумасшедшей Кошатнице и Тихоокеанском Экспрессе, но её ожидают одни неудачи. А у Барта — наоборот, его репортаж о ветеранах приносит ему кучу писем от людей, желающих сняться с Бартом. Обезьяна Гомера Можо не приносит никакой пользы по дому и, в конце концов, Мардж заставляет Гомера избавиться от обезьяны.
Лизу очень злит успех Барта, и она решает отомстить. Лиза дает Барту письмо от парня, который хотел совершить американскую мечту, но скатился до помойки. Барт тут же вылетает туда на самолете. Но этим парнем оказывается Вилли, который по-прежнему хочет убить Барта. Но Лиза благодаря своей речи разубеждает Вилли в необходимости убивать Барта, и он уходит. Барт решает объединиться с Лизой для создания сентиментальных и правдивых новостей одновременно, но вскоре эту передачу закрывают и заменяют её на шоу «Шокороботов», которое сразу же понравилось Барту.